# Francisco Javier Rovira
Francisco Javier Rovira Fernández de Mesa (Alicante, 1740-Valencia, 1823) fue un marino y escritor español.
Comenzó su carrera militar a los 14 años como guardiamarina, siendo gravemente herido en la cabeza en 1762 durante la defensa del Castillo del Morro de La Habana. Fue comisario general y comandante principal del cuerpo de artillería de marina, profesor de la academia de guardiamarinas de Cádiz y Comandante de artillería en el departamento de Cartagena, siendo ascendido en 1781 a capitán de navío y jefe superior de todo el cuerpo. Retirado en Valencia, en el año 1809, durante la Guerra de Independencia Española, fue ascendido a teniente general.

## Obras
- Tratado de artillería para el uso de los caballeros guardias-marinas en su academia (1773)
- Compendio de Matemáticas, dispuesto para las escuelas del Real Cuerpo de Artillería de Marina (1781-1791)
- Ejercicios de cañón y mortero (1787)